# Diogo Cão

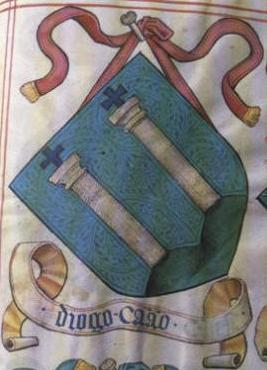
Armas de Diogo Cão no Livro do Armeiro-Mor

Diogo Cão foi um navegador português do século XV. Acredita-se que pertencesse a uma família radicada em Vila Real, local onde se conjectura que terá nascido em data desconhecida, havendo historiadores que especulam que, provavelmente, terá nascido algures na década de 1440.

## Família
Filho natural de Álvaro Fernandes, Fidalgo da Casa Real.

## Biografia

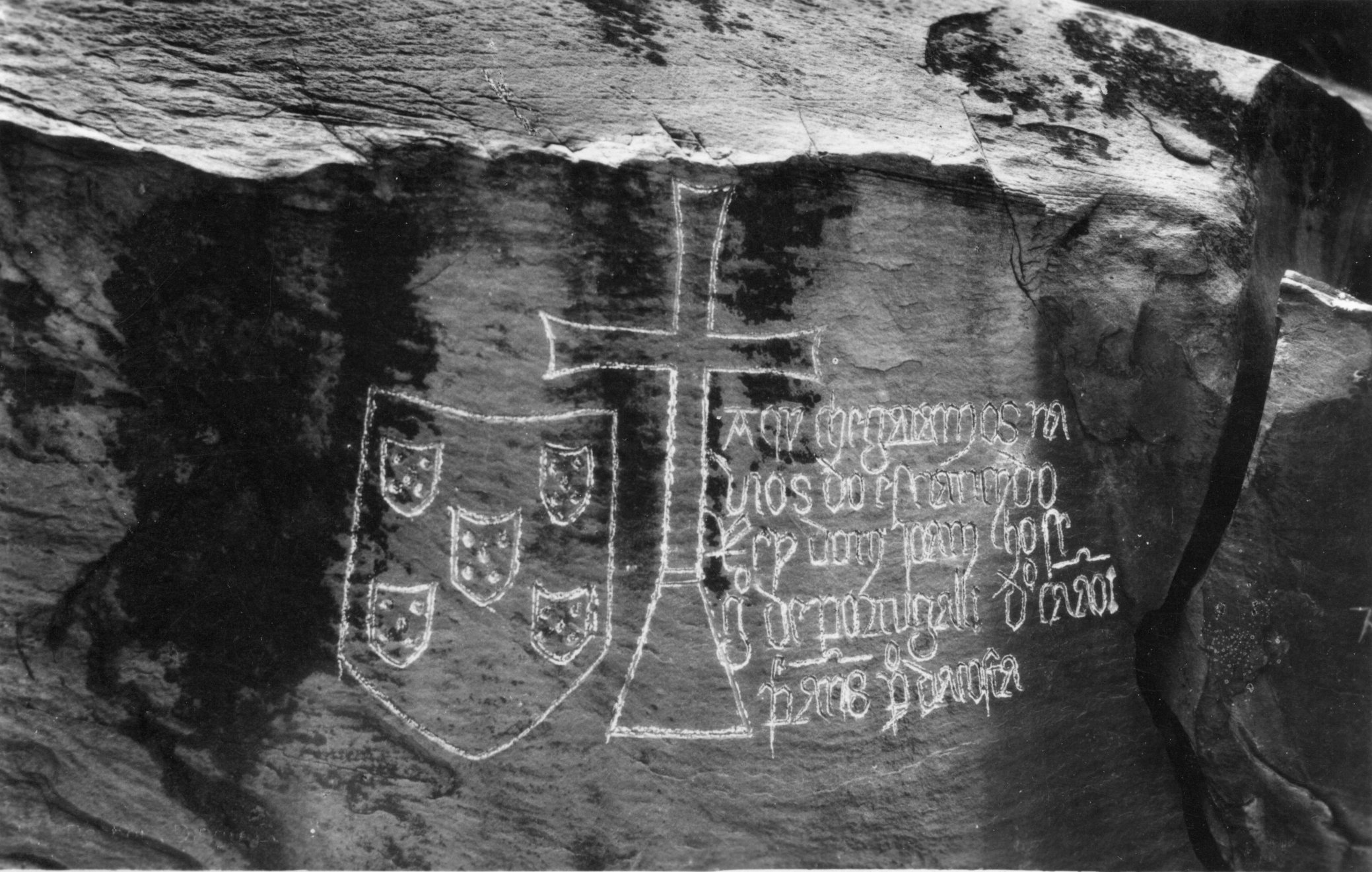
Pedra de Ielala, com as inscrições de Diogo Cão

Escudeiro da Casa de D. João II de Portugal, tendo sido enviado pelo mesmo em expedições, a primeira das quais em que terá participado terá sido ao Golfo da Guiné, em 1480.
Comandou duas viagens de reconhecimento e descobrimento da costa sudoeste africana, entre 1482 e 1486, havendo alguma controvérsia entre historiadores, quanto à cronologia exacta destas.
Na primeira, ocorrida entre 1482 e 1484, percorreu a costa desde o Cabo de Santa Catarina até ao Cabo do Lobo e depois até à foz do rio Congo, tendo penetrado no reino do Congo e estabelecido as primeiras relações com esse reino.
Na pendência desta expedição também chegou à foz do Zaire e avançou pelo interior do rio, tendo deixado uma inscrição comprovando a sua chegada às cataratas de Ielala, perto de Matadi. Com efeito, Diogo Cão é reputado como tendo sido o primeiro navegador português a servir-se de marcos de pedra para assinalar o itinerário da passagem dos seus navios, deixando dois marcos por viagem.
Ao chegar à foz do rio Zaire, Diogo Cão julgou ter alcançado o ponto mais a sul do continente africano (Cabo da Boa Esperança, inicialmente chamado Cabo das Tormentas). Contudo, na verdade, o mesmo viria a ser dobrado pela primeira vez, por Bartolomeu Dias, poucos anos depois.
Ainda no ensejo desta primeira viagem de reconhecimento, Diogo Cão chegou à enseada de Lucira Grande (mais tarde conhecida como «Angra de João de Lisboa»), hoje em dia designada Baia de Moçâmedes, na região de Namibe, em Angola.
No regresso descobre ainda a ilha do Bom Ano, se bem que há autores que disputam esta descoberta, atribuindo-a antes a Fernão Pó, numa expedição anterior de 1473.
Na segunda expedição, decorrida de 1485 a 1487, terá chegado ao Cabo da Cruz (na actual Namíbia).  Introduziu a utilização dos padrões de pedra, em vez das cruzes de madeira, para assinalar a presença portuguesa nas zonas descobertas.
Teve mercê de Armas Novas por Carta de 14 de Abril de 1484. As Armas que lhe foram concedidas são: de cor verde, com duas colunas de prata, rematadas cada uma por uma cruz de azul e firmadas sobre dois montes, moventes de um terreiro, tudo da sua cor, tendo como timbre as duas colunas do escudo passadas em aspa e atadas de verde.
Depois destas duas expedições, desaparece da documentação da época, o que leva alguns historiadores a conjecturar que terá morrido ou caído em desgraça.

## Casamento e descendência

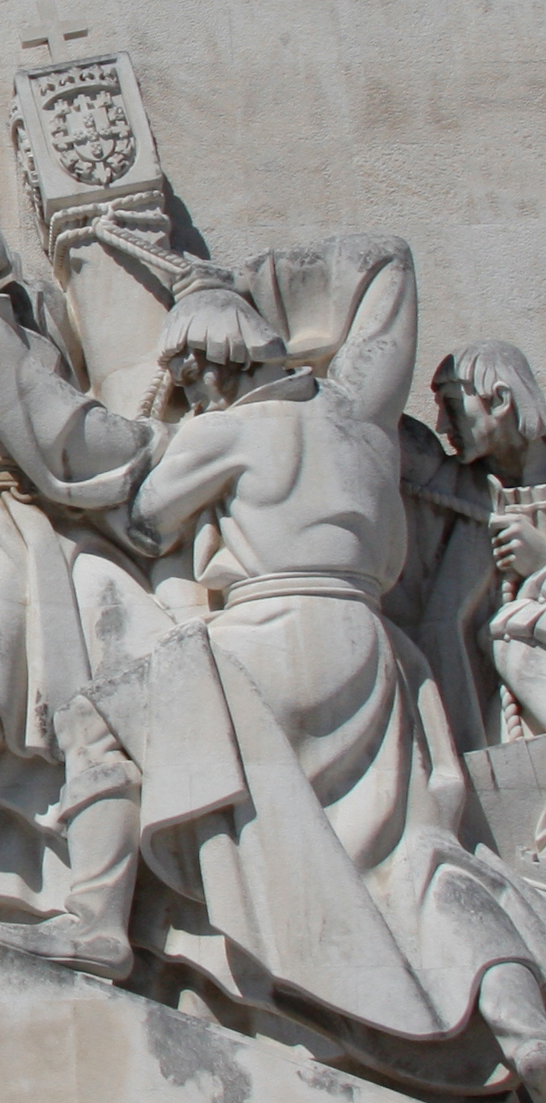
Efígie de Diogo Cão erguendo um padrão, no Padrão dos Descobrimentos, em Lisboa, Portugal

Ignora-se com quem casou, mas teve geração, hoje extinta na varonia: 
- Pedro Cão, casado com Brites Figueira de Azevedo, com geração;
- Manuel Cão, casado com Helena Lobo Pinheiro de Lacerda, com geração;
- André Afonso Cão, General de Galés de Entre Douro e Minho, casado com Genebra de Magalhães, sobrinha materna de Fernão de Magalhães, com geração (uma neta deste casal, D. Francisca de Magalhães, instituiu um morgadio em 1574, o qual passaria, duas gerações mais tarde, para os senhores da Honra de Barbosa, por via de matrimónio);[9]
- Isabel Cão, casada com Baltazar Gonçalves Ferreira, com geração.

## Nas artes
Diogo Cão é citado em diversas obras artísticas, como n´Os Lusíadas, de Luís Vaz de Camões ou no poema Padrão constituinte da obra Mensagem de Fernando Pessoa. O navegador é personagem também no romance As Naus, de António Lobo Antunes.
Foi também o primeiro navegador a utilizar um padrão de pedra no ato da marcação.
Foram impressos uma nota de 1 angolar de Angola, bem como selos da Metrópole e das Colónias, com a sua imagem.